# Michael Roldán
Pour les articles homonymes, voir Roldán.
Michael Andrés Roldán Bouyer (né le 8 août 1985 à Antofagasta) est un journaliste chilien.

## Télévision
- Depuis 2011 : Intrusos (La Red) : Panéliste (2011-2019) et Animateur (depuis 2019)
- 2012-2017 : Mujeres primero (La Red) : Journaliste
- 2013 : Sin Dios ni Late (Vía X) : Lui-même (Invité)
- 2017 : Hola Chile (La Red) : Panéliste
- Depuis 2018 : Así somos (La Red) : Animateur remplacement